# 戸畑駅 (西鉄)
戸畑駅（とばたえき）は、かつて福岡県北九州市戸畑区北鳥旗町にあった、西日本鉄道（西鉄）北九州線（戸畑線）の停留場（廃駅）である。

## 概要
戸畑漁港などのある戸畑区の港湾地区に位置していた。
北九州市営若戸渡船戸畑渡場とは道路を挟んで向かい合う位置にあり、若松方面との間の接続利用にも便利であった。国鉄鹿児島本線の戸畑駅からは約500m離れていた。

## 歴史
- 1912年（明治45年）7月1日 - 九州電気軌道戸畑線の開通に伴い、開業。
- 1942年（昭和17年）9月22日 - 西日本鉄道が成立し[4]、同社戸畑線の停留場となる。
- 1985年（昭和60年）10月20日 - 戸畑線全線廃線に伴い、廃止[1]。

## 駅構造
停留場部分は、道路から南側に外れた新設軌道となっており、頭端式のホームを備えていた。
乗降場の構造は、1971年頃は4面3線、廃止時は3面2線で、各着発線の両側にホームが設けられていた。ホーム頭端部には操車所・乗務員待機所・定期券発売所が設けられていた。
停留場の入口部分には両渡り分岐器（いわゆるシーサスクロッシング）が設けられていたが、末期には分岐構造が簡素化され、両渡り分岐器を省略し、停留場入口部分で上下本線が一旦合流して単線となり、すぐに再び分岐して2線の着発線となる配線となった。

## 駅周辺
- 北九州市営若戸渡船戸畑渡場
- 若戸大橋戸畑橋台
- 九州電気軌道時代には、当停留場付近に系列の九軌百貨店が出店していた[2]。

## 廃止後の状況
廃止後、停留場の跡地はバス発着所として待合室・バス乗務員待機所・バス駐車スペースなどが整備され、戸畑渡場バス発着所となっている。

## 隣の駅
西日本鉄道
戸畑線
戸畑駅 - 元宮町駅